# Ruth Henig
Ruth Beatrice Henig, baronessa Henig, nata Munzer (Leicester, 10 novembre 1943 – Londra, 29 febbraio 2024), è stata una politica e storica britannica.

## Biografia
Nata a Leicester il 10 novembre 1943 da una famiglia di rifugiati ebrei arrivati dai Paesi Bassi nel 1940, Ruth Munzer studiò prima alla Wyggestone Girls Grammar School di Leicester e poi presso il Bedford College di Londra, nel quale si laureò in storia nel 1965. Successivamente, nel 1978, conseguì un dottorato sempre in storia presso l'Università di Lancaster, dove divenne anche docente.
Ruth Henig fu un membro laburista del Lancashire County Council dal 1981 al 2005, servendo anche come presidente di tale Consiglio dal 1999 al 2000. Ricoprì inoltre il ruolo di presidente dell'autorità di polizia del Lancashire dal 1995 al 2005.
Nel 1992, in occasione delle elezioni generali britanniche, Ruth Henig si candidò con il Partito Laburista per il collegio di Lancaster, attualmente non più esistente, dove però perse contro la conservatrice in carica Elaine Kellet-Bowman.
Nell'anno 2000 Ruth Henig venne nominata Dama Commendatore dell'Ordine dell'Impero Britannico per i suoi servizi alla polizia.
L'8 giugno 2004 venne annunciata la sua nomina a pari a vita ed entrò quindi alla Camera dei lord. Assunse quindi il titolo di baronessa Henig. Nel dicembre 2006, il ministro degli interni John Reid la scelse come presidente della SIA, la Society Industry Authority, un ente pubblico non dipartimentale incaricato di regolamentare il settore della sicurezza privata.
Nel marzo 2018 diventò vice speaker di tale Camera, rimanendo in carica fino alla morte, avvenuta il 29 febbraio 2024, all'età di 80 anni.

## Vita privata
Appassionata di bridge, Ruth Munzer si sposò nel 1966 con il politico e accademico Stanley Henig, dal quale prese il cognome. I due ebbero due figli e divorziarono successivamente nel 1993. Si risposò nel 1994 con Jack Johnstone.